# Myrmecophilus
 Myrmecophilus  ist die artenreichste Gattung aus der Familie der Ameisengrillen (Myrmecophilidae). Sie bildet zusammen mit den Gattungen Myrmophilellus, Camponophilus, Eremogryllodes und Microbothriophylax die Unterfamilie der Myrmecophilinae. Arten der Gattung kommen fast weltweit vor, was auf einen alten Ursprung der Gattung hinweist. 

## Merkmale
Myrmecophilus-Arten werden maximal etwa 4,7 Millimeter lang, wobei die Männchen etwas kleiner und schlanker sind, als die Weibchen. Ihr Körper ist oval und flügellos. Die Augen sind sehr klein, die Antennen dick und nur etwa so lang wie der Körper. Das Pronotum ist groß, quer und vorne schmaler als hinten. Die Femora der Hinterbeine sind auffällig dick. Die Cerci sind lang. Der Ovipositor hat an der Basis rückseitig einen membranartige Aufsatz.

## Lebensweise
Die meisten Arten leben in Ameisennestern, einige auch in Termitennestern. Sie legen nur wenige Eier, die bis zu einem Drittel der Größe des ausgewachsenen Tieres erreichen können. Die in Mitteleuropa vorkommende Ameisengrille (Myrmecophilus acervorum) pflanzt sich wahrscheinlich ausschließlich parthenogenetisch fort.

## Arten
Derzeit sind 58 Arten in vier Untergattungen anerkannt:
- Untergattung Myrmecophilus
  - Myrmecophilus acervorum (Panzer, 1799)
  - Myrmecophilus aequispina Chopard, 1923
  - Myrmecophilus arboreus Maeyama & Terayama, 1994
  - Myrmecophilus australis Tepper, 1896
  - Myrmecophilus baronii Baccetti, 1966
  - Myrmecophilus bifasciatus Fischer von Waldheim, 1846
  - Myrmecophilus bituberculatus Ingrisch, 2001
  - Myrmecophilus chocolatinus Gorochov, 1992
  - Myrmecophilus denticaudus Bei-Bienko, 1967
  - Myrmecophilus dubius Saussure, 1877
  - Myrmecophilus escherichi Schimmer, 1911
  - Myrmecophilus formosanus Shiraki, 1930
  - Myrmecophilus gigas Ichikawa, 2001
  - Myrmecophilus gracilipes Chopard, 1924
  - Myrmecophilus haeckeli Fernando, 1962
  - Myrmecophilus hebardi Mann, 1920
  - Myrmecophilus hirticaudus Fischer von Waldheim, 1846
  - Myrmecophilus keyi Baccetti, 1975
  - Myrmecophilus kinomurai Maruyama, 2004
  - Myrmecophilus longitarsis Chopard, 1925
  - Myrmecophilus manni Schimmer, 1911
  - Myrmecophilus mayaealberti Hugel & Matyot, 2006
  - Myrmecophilus mjobergi Chopard, 1925
  - Myrmecophilus myrmecophilus (Savi, 1819)
  - Myrmecophilus nebrascensis Lugger, 1898
  - Myrmecophilus oregonensis Bruner, 1884
  - Myrmecophilus pallidithorax Chopard, 1930
  - Myrmecophilus pergandei Bruner, 1884
  - Myrmecophilus quadrispina Perkins, 1899
  - Myrmecophilus sanctaehelenae Chopard, 1970
  - Myrmecophilus sapporensis Matsumura, 1904
  - Myrmecophilus seychellensis Gorochov, 1994
  - Myrmecophilus sinicus Bei-Bienko, 1956
  - Myrmecophilus teranishii Teranishi, 1914
  - Myrmecophilus termitophilus Maran, 1959
  - Myrmecophilus testaceus Chopard, 1925
  - Myrmecophilus tetramorii Ichikawa, 2001
  - Myrmecophilus tindalei Otte & Alexander, 1983
  - Myrmecophilus wahrmani Chopard, 1963
  - Myrmecophilus zorae Karaman, 1963

- Untergattung Myrmecophilina
  - Myrmecophilus americanus Saussure, 1877
  - Myrmecophilus brevipalpis Chopard, 1948
  - Myrmecophilus cottami Chopard, 1922
  - Myrmecophilus mauritanicus (Lucas, 1849)
  - Myrmecophilus nigricornis Chopard, 1963
  - Myrmecophilus ochraceus Fischer, 1853
  - Myrmecophilus parachilnus (Otte & Alexander, 1983)
  - Myrmecophilus surcoufi Chopard, 1919

- Untergattung Paramyrmecophilus
  - Myrmecophilus concolor Chopard, 1928
  - Myrmecophilus crenatus Gorochov, 1986
  - Myrmecophilus inaequalis Ingrisch, 2010
  - Myrmecophilus oculatus Miram, 1930
  - Myrmecophilus polyrhachi Ingrisch, 1987
- keiner Untergattung zugeordnet
  - Myrmecophilus horii Maruyama, 2004
  - Myrmecophilus ishikawai Maruyama, 2004
  - Myrmecophilus kubotai Maruyama, 2004
  - Myrmecophilus nonveilleri Ingrisch & Pavicévić, 2008
  - Myrmecophilus orientalis Stalling, 2010

## Belege
- Kurt Harz: Orthopteren Europas/The Orthoptera of Europe – Band 1. Springer, Heidelberg 1969, ISBN 978-90-6193-115-7, S. 722.

- Daniel Otte: Australian Crickets (Orthoptera: Gryllidae). Academy of Natural Sciences, 2007, ISBN 978-1-4223-1928-4, S. 63–64.